# Periplaneta
A Periplaneta nem a Blattodea rendbe tartozó rovarok családjába, a Blattidae családba tartozik. Ezek a rovarok világszerte elterjedtek és alkalmazkodóképességük révén számos élőhelyen megtalálhatók. Körülbelül 4600 faj tartozik ebbe a családba, közülük a legismertebb a amerikai csótány (Periplaneta americana). A periplaneta csótányokat évezredek óta az emberi társadalommal való szoros kapcsolatuk miatt ismerik.

## Életmódjuk
Ezek a rovarok rendkívül ellenállóak és túlélőképesek, számos környezeti feltételhez alkalmazkodva. A szaporodásuk gyors, és a tojásaik könnyen megtelepednek különböző felületeken. A periplaneta csótányok élelem szempontjából rendkívül alkalmazkodók, szinte bármilyen szerves anyagot képesek elfogyasztani.

## Házban lévő elterjedésük
Az Amerikai csótány a Periplaneta fuliginosa és a Ausztrál csótány kifejezetten az emberi lakóhelyeken él , és gyakran találhatók meg a házakban, éttermekben és más emberi tevékenységek környezetében. Ritkán a Periplaneta brunnea is megtalálható. Ezek a rovarok néha kórokozók hordozóiként is szolgálhatnak, így egészségügyi szempontból is jelentőséggel bírnak.

## Részük a csótánytartási hobbiban
A Periplaneta csótányok tartása az entomológiai hobbikörökben egyre népszerűbbé válik. Azon kívül, hogy különleges biológiai jellemzőik iránti érdeklődést kielégíti, a terráriumokban való gondozásuk lehetőséget nyújt a rovarok viselkedésének és táplálkozásának közelről történő tanulmányozására. A hobbi tartás során fontos a megfelelő élőhely biztosítása és a specifikus táplálék gondoskodása, amelyhez a szakértői tudás elengedhetetlen.